# ピエールフィット＝シュル＝セーヌ
ピエールフィット＝シュル＝セーヌ （Pierrefitte-sur-Seine）は、フランス、イル＝ド＝フランス地域圏、セーヌ＝サン＝ドニ県のコミューン。

## 地理

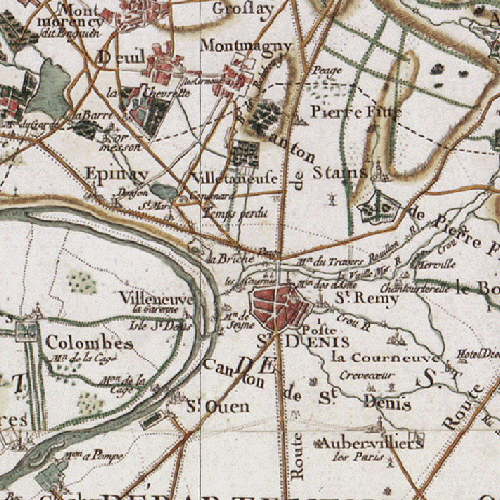
17世紀のカッシーニ地図に書かれたピエールフィット

ピエールフィットはサン＝ドニの北にあり、N1道路でパリからおよそ10km離れている。コミューンは主としてペイ・ド・フランス地方に含まれるが、北西の境界はパリ盆地の侵食されたケスタであるビュット＝パンソン（fr）の裾野にあたる。
地図上では小さな河川の存在が認められるが、数世紀にわたる洪水の危機回避のため土地が干拓されたことにより、多くは埋め立てられた。1964年7月、かつてのセーヌ県とセーヌ＝エ＝オワーズ県が再編され、セーヌ＝サン＝ドニ県が誕生し、ピエールフィットも後者に含まれた。

## 交通
- 鉄道 - RER D線ピエールフィット＝スタン駅。パリメトロ13号線がコミューンの東端を通る。
- 道路 - A1、A15、A86、N1、N301、N16

## 歴史

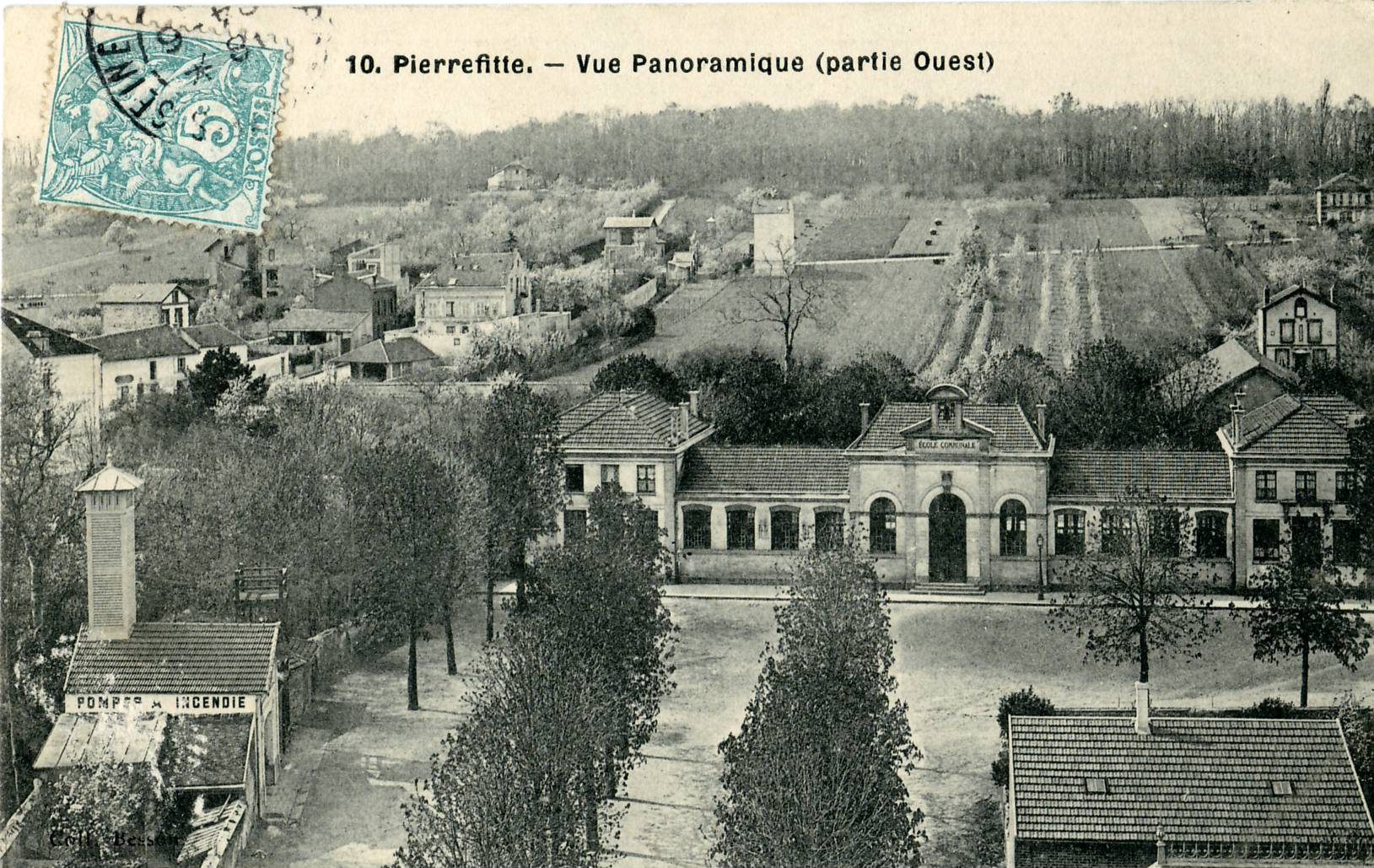
20世紀初頭のピエールフィット

ピエールフィットという名は、ラテン語のPetra ficta、Petra fritaまたはPetra fixa（固い、または凍った土地の上のメンヒル）から派生した。
9世紀からこの土地はサン＝ドニ修道院の所有で、百年戦争中の15世紀には一部が破壊された。18世紀のピエールフィットは、農民と、ビュット＝パンソンの麓で漆喰用の石膏を取り出す石切り場人夫がいる村だった。
1856年、パリ＝クレイユ間の鉄道がピエールフィットを通ることになった。これにより、ピエールフィットは裕福なパリ住民のための小さな余暇地となっていった。普仏戦争では砲撃で町が荒廃した。
1896年当時、町には2468人が暮らしていた。彼らの経済活動は主として2つの会社、一つは40人を雇用するカーテン製造会社、もう一つは30人が働く鉄道部品会社に依存していた。加えて食料品卸売り会社があった。農業は野菜栽培と草花の育苗がワイン製造に替わって中心となり、ワイン用ブドウ栽培は徐々に消滅した。
画家モーリス・ユトリロは、幼少時代をピエールフィットの祖母の元で育てられた。

## 姉妹都市
- ブレイントゥリー、イギリス
- リュダースドルフ・ベイ・ベルリン、ドイツ